# ニッケイ
ニッケイ（肉桂、学名: Cinnamomum sieboldii）は、クスノキ科ニッケイ属に分類される常緑高木の1種である。徳之島や沖縄島に自生し、江戸時代中頃以降、九州・四国・本州南部で栽培されるようになった。近縁のセイロンニッケイ（狭義のシナモン）やシナニッケイ（トンキンニッケイ、カシア）とは異なり、樹皮の香りは弱いが、根皮には香りと辛味が強く、香料や薬用に利用されていた。21世紀現在ではほとんど利用されていない。以前は中国南部やインドシナ半島原産と考えられ、Cinnamomum loureirii の学名が充てられることがあったが、現在では南西諸島原産の日本固有種であると考えられている。
セイロンニッケイやシナニッケイなど香辛料として利用される同属の数種を含めて広い意味で「ニッケイ」とよばれることもある。以下では、狭義のニッケイについて解説する。

## 特徴
常緑高木であり、高さ10–15メートル (m)、幹の直径40–50センチメートル (cm) になるが、大きなものは直径 1 m 以上のものもある。樹皮は暗灰色から灰黒色、平滑、不規則な丸い薄片となって剥がれる。小枝には稜角があり、暗緑色、はじめは灰白色の伏毛が散生しているが、のちに無毛、淡黄色の筋が散生する。冬芽は小さく、卵形、芽鱗は茶褐色、短毛があり、円頭または鈍頭、4個が十字対生する。
葉は対生、またはややずれている。葉柄は長さ8–20ミリメートル (mm)。葉身は革質、卵状狭長楕円形から狭長楕円形、6–15 × 2.5–5 cm、全縁、基部は狭いくさび形、先端は長く尖り、はじめは灰白色の伏毛で覆われるが、のちに表面は無毛、裏面は伏毛が残って粉白色、ちぎると芳香がある。葉脈は基部から 5 mmほどのところで分枝する三行脈が目立ち、表面でへこみ、裏面で突出、2本の側脈は葉の先端付近まで達する。
花期は5–6月。新葉の葉腋から、淡黄緑色の小さな花からなる散形花序が生じ、長さ 3–5 cm、多く分枝し、灰白色の伏毛がある、花柄は 3–5 mm、花托は 1.5 mm。花被片は6枚、細長い長楕円形、長さ約 5 mm、灰白色の伏毛が特に背面に多い。雄しべは9個、3個ずつ3輪につき、葯は4室、外側2輪の雄しべの葯は内向、最内輪の雄しべの花糸基部に1対の腺体があり、葯は2個が側向、2個が外向で。雄しべの内側には仮雄しべが1輪ある。雌しべは1個、長さ 4 mm、花柱は細く、柱頭は肥大する。果実は液果、楕円形、長さ約 1 cm、11–12月に黒紫色に熟す。果柄は長さ 6–7 mm、先端側が肥大して果托につながり、果托は杯状で果実の基部を包み、縁はやや不揃い。染色体数は 2n = 24。

## 分布
自生地は、徳之島と沖縄島北部（久米島を加えることもある）であり、日本固有種と考えられている。江戸時代以降は和歌山県、高知県、熊本県、鹿児島県などで栽培され、人里近い照葉樹林内では野生化していることがある。

## 分類
かつては中国南部やインドシナ半島原産と考えられ、学名としては Cinnamomum loureirii が充てられることが多かった。しかし、南西諸島に自生するものが、本州・四国・九州で栽培されているものと同一種であることが示され、これらは国外には分布していない日本固有種であると考えられたため、この植物には Cinnamomum sieboldii の学名が充てられるようになった。Cinnamomum sieboldii は、江戸時代にシーボルトが日本で収集した標本に基づいた学名である。Cinnamomum okinawense の学名が使われることもあったが、この学名は正式発表されたものではない。

## 人間との関わり

### 利用
21世紀現在ではニッケイは商業的にほとんど利用されていないが、20世紀中頃までは日本において生薬や香料として利用されていた。同属のセイロンニッケイやシナニッケイとは異なり、おもに根（根皮）が用いられていたが、幹枝や葉が使われることもあった。粉末や水溶液、アルコールエキスなどの形で利用された。
ニッケイの部位によって精油含量などが異なり、和歌山県阪井地方では以下のように細かく分けて呼称されていた。
- 松葉 … 直径 1 cm 以下の根からとった根皮であり、特に細いものは「桂毛」とよばれた
- 上縮（じょうちり）… 直径 1–2 cm の根からとった根皮
- 中縮（ちゅうちり）… 直径 2–4 cm の根からとった根皮
- 小巻 … 直径 4–7 cm の根からとった根皮
- 荒巻 … 直径 7 cm 以上の根からとった根皮
- 桂辛 … 幹や枝の樹皮であり、特に地上 1 m までの幹皮は「さぐり皮」とよばれた
- 桂葉 … 葉

ニッケイの商品名としては、土佐の縮々（ちりちり）や紀州の小巻等が良品として有名であった。
ニッケイの根皮は生薬とされ、日本での生薬名は肉桂（にっけい）、桂皮（けいひ）、肉桂皮（にっけいひ）、日本桂皮（にほんけいひ）などである。ただし中国では、肉桂や桂皮は、別種であるシナニッケイ（トンキンニッケイ、カシア）の樹皮を意味する。小さな根を掘りとり、水洗いしたものをたたいて皮をはがし、日干ししたものを用いる。食欲不振、消化不良に対して芳香性健胃薬とされ、粉末0.3–1グラムを 1日3回に分けて食前に水で服用する。また、発熱、頭痛、腹痛などに対しても使われ、桂枝湯や桂枝加竜骨牡蛎湯などの漢方薬に配合される。五十肩や腰痛に対して、陰干しした葉を入れた布袋を風呂に入れることがある。原産地である沖縄では、薬用酒や健康茶、香辛料として利用される。

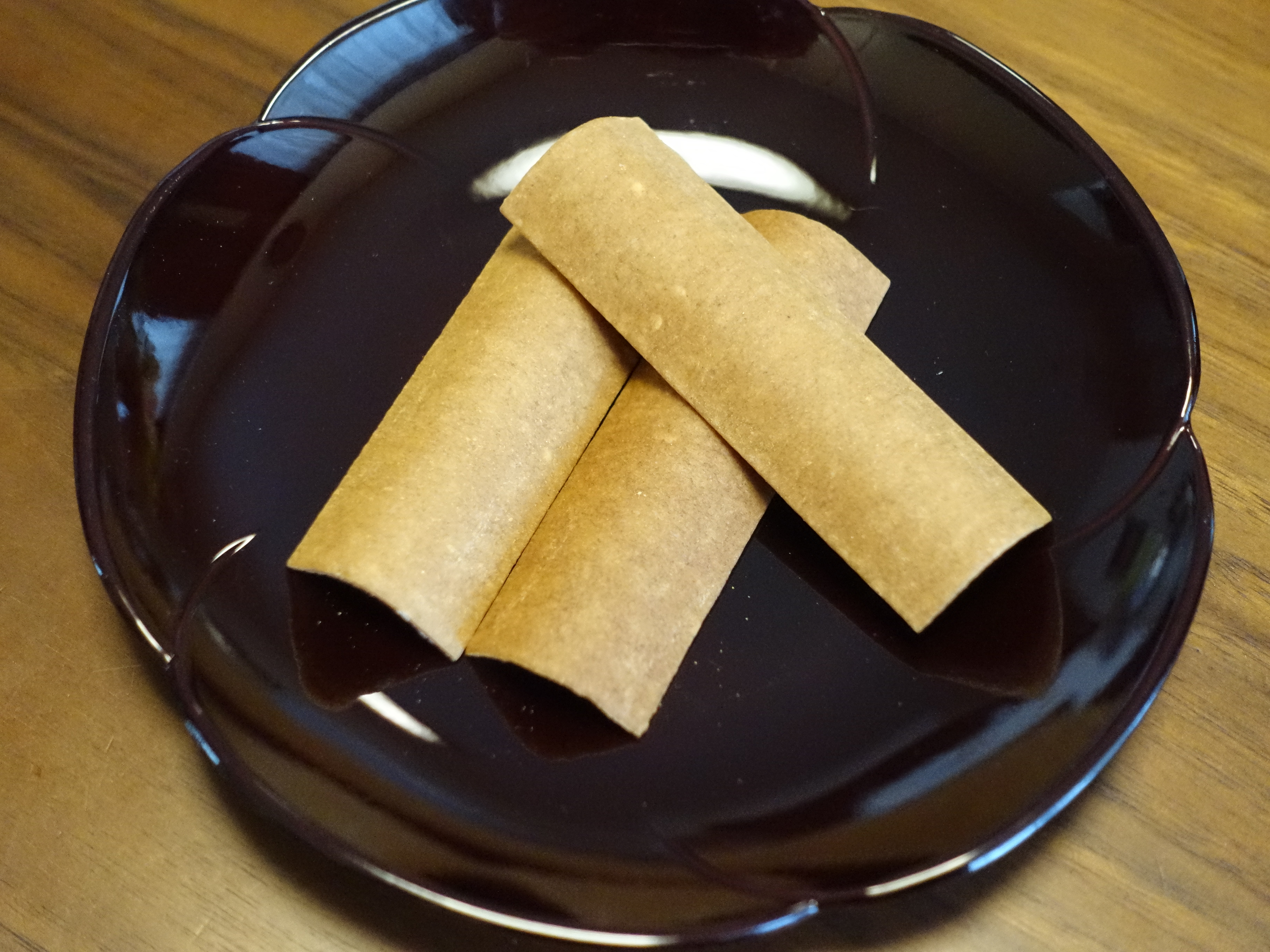
八ツ橋

菓子や飲料の香料として利用され、八ツ橋（図）やニッケイ餅、ニッキ玉（飴）、ニッキ水などの原料とされた。しかし、21世紀現在ではニッケイは商業生産されていないため、代替としてシナニッケイが用いられている。また、細い根を束ねたものはニッキとよばれ、駄菓子屋や縁日で売られていた。鹿児島県ではニッケイの葉で包んだ団子が郷土料理としてあり、けせん団子（ケセンダゴ、ケシン団子）とよばれる。石鹸の香料ともされた。
江戸時代には観賞用にも利用され、『草木錦葉集』（水野忠暁 1829）には多数の斑入り園芸品種が記されている。

### 成分
| 部位 | 精油含量 (%) | シンナムアルデヒド含量 (%) |
| ---- | ------------ | -------------------------- |
| 根皮 | 0.61–4.2     | 22.0–69.1                  |
| 幹皮 | 0.11–0.23    | 32.0–34.1                  |
| 桂葉 | 0.16–0.84    | 26.0–41.7                  |

ニッケイの風味は、香りの良い精油によるものであり、その品質は、精油含量や精油中のシンナムアルデヒド含量で評価されることが多い。セイロンニッケイやシナニッケイと比較して、ニッケイの精油含量は低いともされるが、試料によって違いが大きく、精油量が重量比4.2%に達する例（和歌山県産、根皮、14年生）も報告されている（表1）。根皮の精油としてはシンナムアルデヒド（桂皮アルデヒド）が主成分であり、ほかにカンフル、1,8-シネオール、リナロール、オイゲノール、リモネンなどが含まれる（表2）。また枝葉の精油としては、リナロールやシンナムアルデヒドが多く、ゲラニオール、1,8-シネオール、ゲラニオール、シトラール、α-コパエンなどが含まれる（表2）。また経口毒性が指摘されているクマリンを含んでおり、特に根に多い（表2）。
| 精油                            | ニッケイ | ニッケイ | ニッケイ | セイロンニッケイ | セイロンニッケイ | シナニッケイ | シナニッケイ |
| 精油                            | 根       | 枝       | 葉       | 樹皮             | 葉               | 樹皮         | 葉           |
| ------------------------------- | -------- | -------- | -------- | ---------------- | ---------------- | ------------ | ------------ |
| リモネン                        | 1.0      | 0.2      | 0.1      | 2.9–4.4          |                  |              |              |
| 1,8-シネオール                  | 1.8      | 3.5      | 3.6      |                  |                  |              |              |
| α-コパエン                      | tr       | 1.0      | 4.1      | 0.7–3.9          |                  |              |              |
| ベンズアルデヒド                | 0.1      | 0.3      | 0.5      | 9.9              | 0.2–0.6          |              |              |
| カンフル                        | 8.4      | 0.2      | 0.2      |                  |                  |              |              |
| リナロール                      | 1.3      | 13.5     | 20.6     | 0.7–3.8          | 0.9              |              |              |
| カリオフィレン                  | 0.1      | 0.2      | 0.4      | 1.0–5.5          | 1.1–1.9          |              |              |
| シトラール-b                    | tr       | 0.2      | 3.1      |                  |                  |              |              |
| シトラール-a                    | 0.1      | 0.4      | 5.7      |                  |                  |              |              |
| ゲラニオール                    | 0.1      | 0.7      | 3.1      |                  |                  |              |              |
| シンナムアルデヒド              | 69.1     | 37.3     | 22.8     | 45.1–97.7        | 2.1              | 87–92.2      | 30.4–70      |
| 酢酸シンナミル                  | 0.5      | 3.7      | 1.1      | 3.1-7.4          |                  |              |              |
| オイゲノール                    | 1.0      | 0.6      | 1.4      | 0.1–74.9         | 85.7–87.3        |              |              |
| メチルオイゲノール              |          |          |          | 5.2              |                  |              |              |
| シンナミルアルコール            | 0.6      | 5.3      | 0.3      | 5.1–8.2          |                  |              |              |
| クマリン                        | 7.8      | 0.5      | 1.1      | 0.5              |                  |              |              |
| α−グアイエン                    |          |          |          | 1.5–7.3          |                  |              |              |
| α-ピネン                        |          |          |          | tr–5.8           |                  |              |              |
| ケイ皮酸                        |          |          |          | 5–10             |                  |              |              |
| 3-メトキシ-1,2-プロパンジオール |          |          |          |                  |                  |              | 29.3         |
| o-メトキシシンナムアルデヒド    |          |          |          |                  |                  | 4,7          | 25.4         |

### 歴史
日本では、江戸時代の享保年間（1716–1736年）以降に記録があり、このころに中国から渡来したと考えられていた。しかし2024年現在、日本で栽培されていたニッケイ属の植物は南西諸島を原産地とする日本固有種であると考えられており、この種は中国など日本国外からは報告されていない。また、原産地に近い薩摩藩では、享保年間以前から導入されていた可能性も指摘されている。
江戸時代には、海外産のシナニッケイと同様に、国産のニッケイが医薬品として使われ、『大和本草』（貝原益軒, 1708）、『和漢三才図会』（寺島良安, 1713）、『一本堂薬選』（香川修徳, 1731）、『古方薬品考』（内藤尚賢, 1841）、『重修本草綱目啓蒙』（小野蘭山, 1844）などに記載がある。例えば、『古方薬品考』には、以下のような記述がある。
邦産の者は辛味唯根に有り。故に根皮の桂と称す。今土佐薩州に出づる者は色紫赤色、紀州の産は赤色、凡そ味辛く甘く渋からざる者は用ふべし。和州城州諸州の産は下品なり。（原漢文）
このように、樹皮を利用するシナニッケイ（桂皮）などとは異なり、ニッケイではおもに根（根皮）が利用されていた。また、江戸時代の産地としては鹿児島県、高知県、和歌山県、静岡県などが記録されている。
明治時代になると、安価な中国産の桂皮（シナニッケイ）が輸入され、また近代医学に基づく医薬品が次第に一般化するに伴って、国産ニッケイの需要（特に薬用）は徐々に減少していった。和歌山県では、栽培最盛期の1921年（大正10年）頃まで根皮10,000貫、樹皮（桂辛）5,000貫の生産があり、ドイツやアメリカ合衆国にも生薬として輸出されていたが、1947年（昭和22年）には生産量が100貫まで減少した。日本薬局方においては、第六改正（昭和26年発行）までは「日本ケイ皮」として収載されていたが、流通実績がないために次の改正から外され、21世紀現在では医薬品として使用されることはない。また、食品原料としての流通も現在ではほとんどなくなり、上記のように、代替としてシナニッケイが用いられているものが多い。

### 栽培
種子でふやし、4年目に本植し、15–30年で収穫する。セイロンニッケイやシナニッケイは幹の樹皮を剥いで利用するのに対し、ニッケイは根を掘り起こすのに大きな労力を要するため、生産コストの削減が大きな課題とされた。また、苗を植えてから収穫できるまでに最低15年かかることから、長期的計画に基づく栽培が必要な作物である。